# بریج آو ارن
بریج آو ارن (به انگلیسی: Bridge of Earn) یک شهرک در اسکاتلند است که در پرت و کینروس واقع شده‌است. بریج آو ارن ۲٬۳۳۰ نفر جمعیت دارد.